# Lehtisensaari (ö i Södra Karelen)
Lehtisensaari är en ö i Finland. Den ligger i sjön Kuolimo och i kommunen Savitaipale i den ekonomiska regionen  Villmanstrands ekonomiska region  och landskapet Södra Karelen, i den södra delen av landet, 190 km nordost om huvudstaden Helsingfors. Öns area är 3,09 kvadratkilometer och dess största längd är 3,1 kilometer i nord-sydlig riktning.